# Illegalt blad
Et illegalt blad var under den tyske besættelse af Danmark 1940-1945 et blad, som ulovligt blev udgivet uden om den tyske censur. De fleste var skrevet på skrivemaskine og dublikeret.
Der udkom ca. 550 illegale blade, og mange var tilknyttet et politisk parti. Der udkom fx Frit Danmark, Land og Folk, Dagbladet Information, Fri Presse, Dansk Presse, Danskeren, De Frie Danske, Morgenbladet, Ringens Nyhedstjeneste, Studenternes Efterretningstjeneste og en række lokale blade som Budstikken Kolding.

## Ekstern henvisning
- Besættelsestidens illegale blade og bøger 1940-1945
- Alternativt link til Kongelige bibliotek